# Willersdorf (Hessen)
Willersdorf is een plaats in de Duitse gemeente Frankenberg/Eder, deelstaat Hessen, en telt 627 inwoners (2007).